# Vogtei Murnau
Die Vogtei Murnau war eine wittelsbachische Vogtei mit Sitz auf der Burg in Murnau, einer Gemeinde im heutigen Landkreis Garmisch-Partenkirchen.

## Geschichte

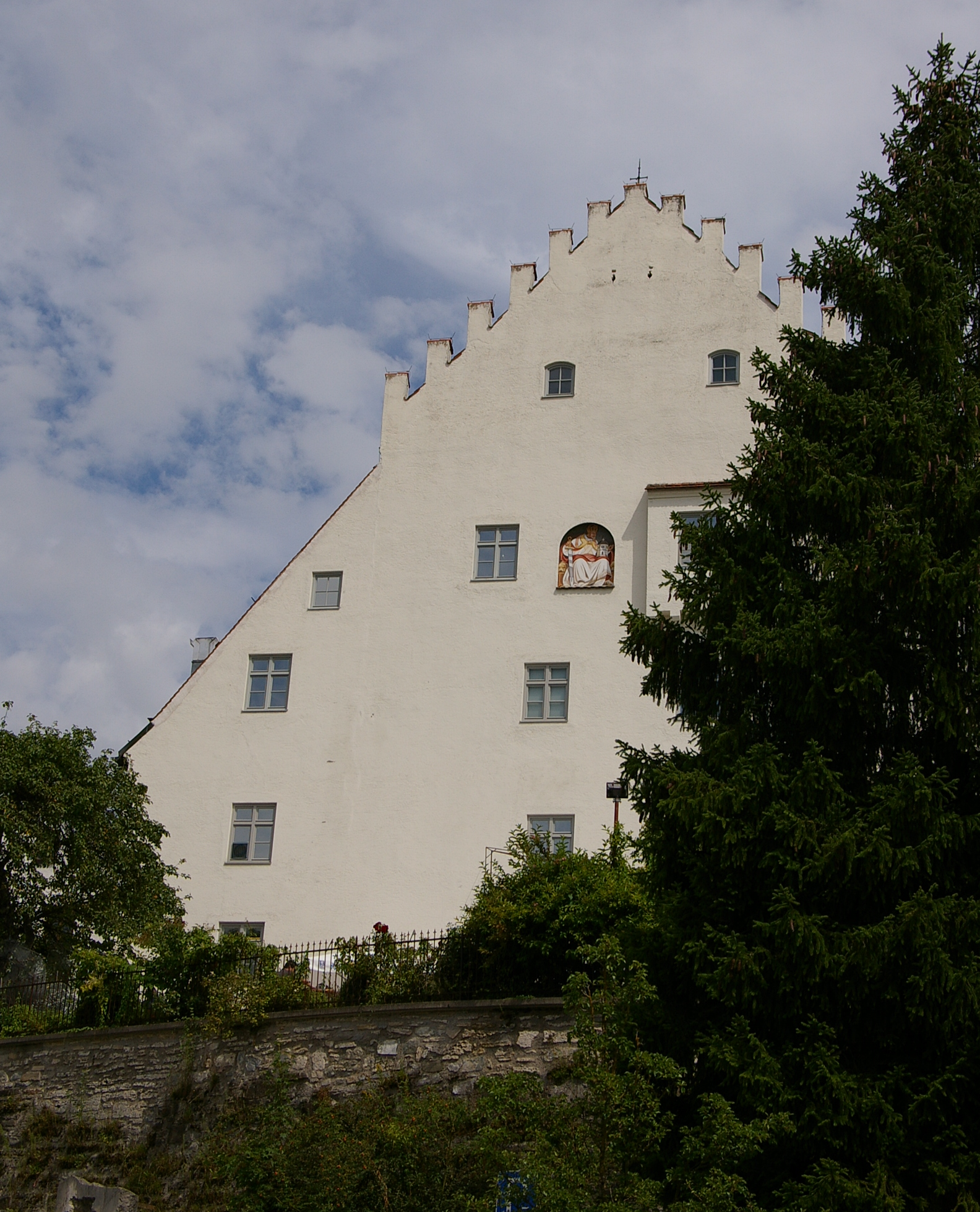
Burg und Schloss Murnau

Wann die Vogtei der Wittelsbacher endete ist nicht nachzuweisen. Ob bereits beim Übergang von Murnau an das Kloster Ettal im Jahr 1332 oder später ist in den Quellen nicht ersichtlich. Im ersten Salbuch des 1330 gegründeten Klosters aus der Mitte des 14. Jahrhunderts wurde die Burg bzw. die Vogtei nicht aufgeführt.

## Vögte
- Albero III. von Bruckberg und sein Sohn (urkundlich belegt 1275 und 1295)
- Otto von Eurasburg (genannt in einer Urkunde vom 5. April 1322)
- Berthold von Seefeld (Neffe von Otto von Eurasburg, gestorben 1324, und dessen Nachfolger)
- Jordan von Murnau, aus der Familie der Häring (1333 urkundlich belegt)